# Handley Page Type O

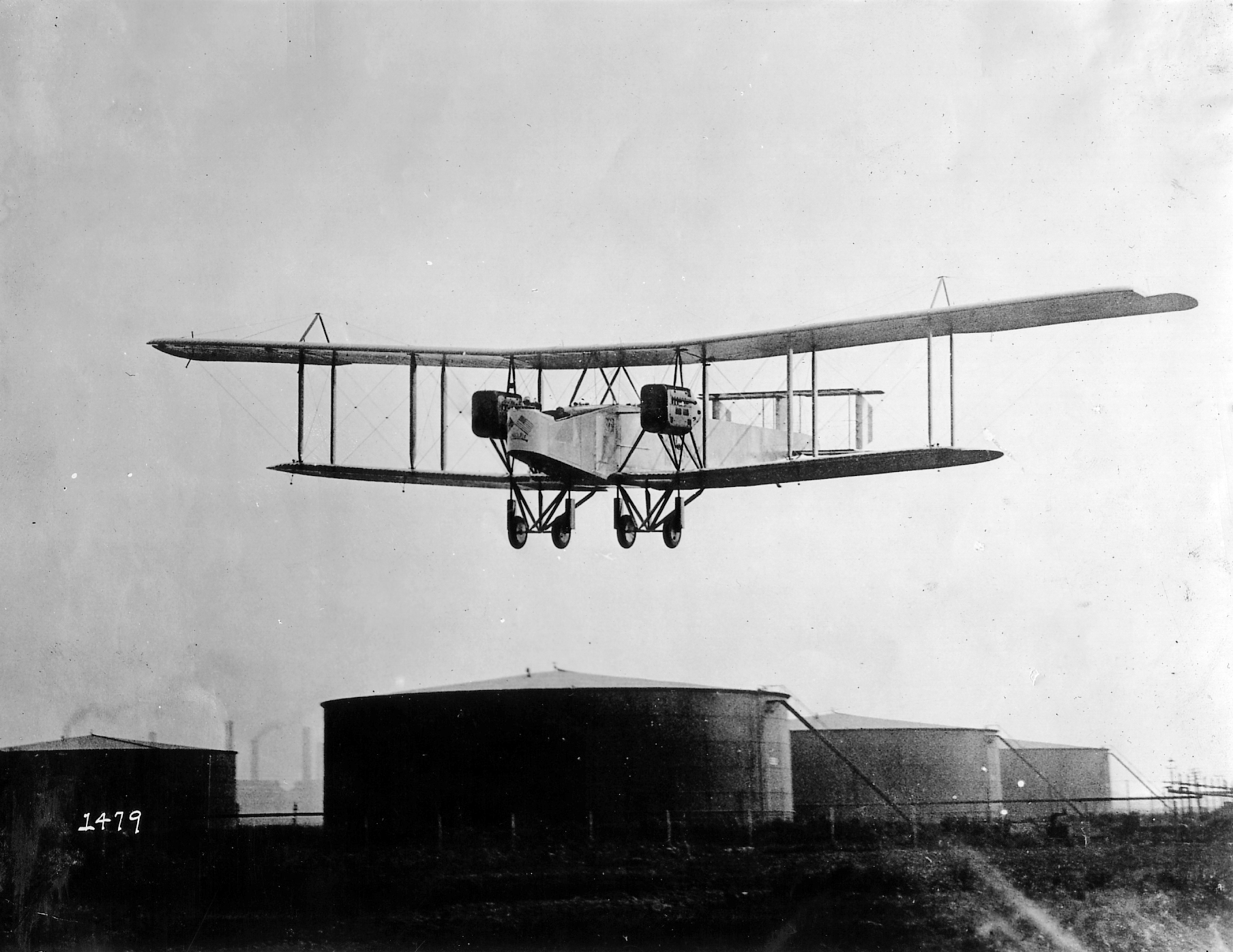
Handley Page O/400 bommenwerper (1918)

De Handley Page Type O is een Britse zware bommenwerper. Het is een dubbeldekker met twee motoren en werd gebouwd door vliegtuigfabriek Handley Page voor de Royal Air Force (RAF). De eerste vlucht was op 17 december 1915.
Dit vliegtuig werd in de Eerste Wereldoorlog gebruikt voor tactische bombardementen in bezet-Frankrijk, België en Duitsland. Een aantal toestellen werd in 1917 tijdelijk ingezet voor de bestrijding van onderzeeboten. De O/400 maakte destijds zoveel indruk dat in Engeland de naam Handley Page nog jarenlang synoniem was voor groot vliegtuig. 
Na de oorlog is een aantal militaire O/400 surplus vliegtuigen omgebouwd voor civiel gebruik, zowel voor het transporteren van personen als vracht. De passagiersaccommodatie was in deze toestellen (type: O/7, O/10 en O/11) nog erg spartaans. Uit de O/400 is vervolgens de speciaal voor passagiersvervoer ontworpen Handley Page Type W voortgekomen, welke aanzienlijk meer comfort bood.   

## Varianten

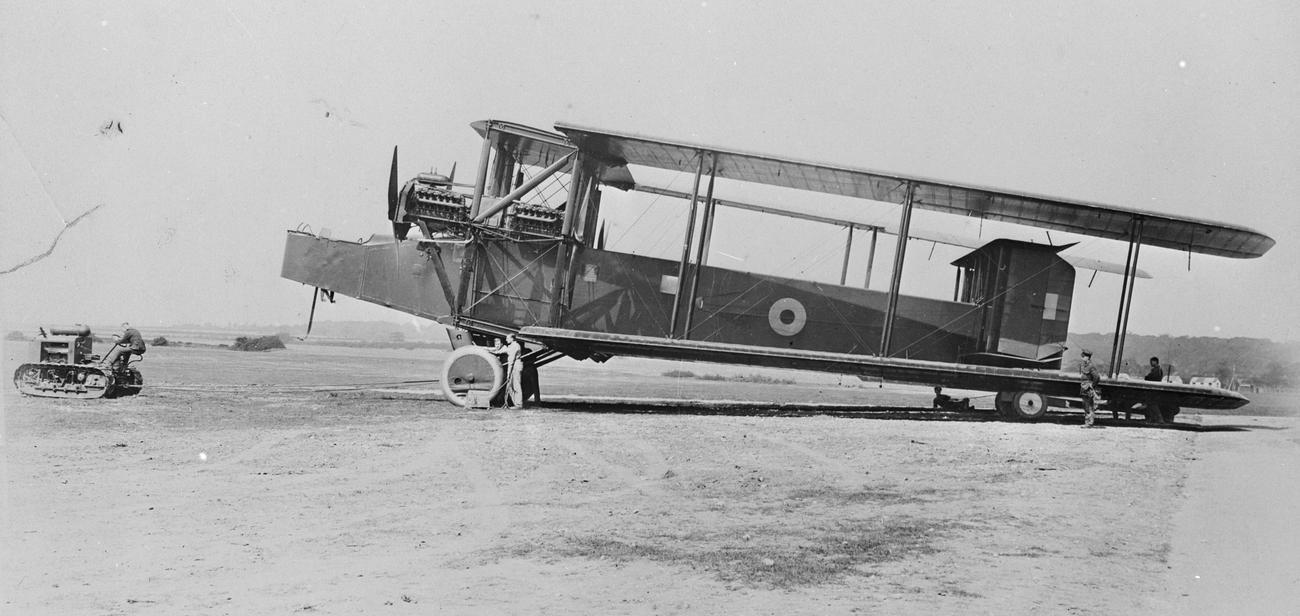
De vleugels van de V/1500 waren inklapbaar. De hangars in 1918 waren te klein voor de 38,4 m spanwijdte.

- O/100 Originele versie met twee Rolls-Royce Eagle II motoren (4 prototypes en 42 productieversies gebouwd).
- O/400 Verbeterde versie met twee krachtiger Rolls-Royce Eagle VIII motoren (554 gebouwd).
- O/7 Transportversie, geëxporteerd naar China. Geschikt voor 14 passagiers, bagage en postzakken. Met verlengde motorgondels voor de brandstoftanks die verplaatst waren vanuit de romp (12 gebouwd).
- O/10 Personentransportversie geschikt voor 12 passagiers (10 gebouwd).
- O/11 Aangepaste O/7 voor gecombineerd transport van personen en vracht. Met twee personen aan de voorkant en drie helemaal achterin, met de lading in het midden (3 gebouwd).
- V/1500 Vrijwel dezelfde romp als de O/400 maar met een 8,4 m grotere spanwijdte en 2×2 Rolls-Royce Eagle VIII motoren (totaal 4) in duw-trek configuratie. Geschikt voor totaal 3400 kg bommenlast en met een groter vliegbereik dan de O/400. De V/1500 had een extra schutterspositie in de staart (±40 gebouwd).

## Specificaties
- Type: Handley Page O/400
- Fabriekscode: H.P.12
- Fabriek: Handley Page
- Rol: bommenwerper
- Bemanning: 4 of 5
- Lengte: 19,2 m
- Spanwijdte: 30,0 m
- Hoogte: 6,7 m
- Leeggewicht: 3856 kg
- Maximum gewicht: 6360 kg

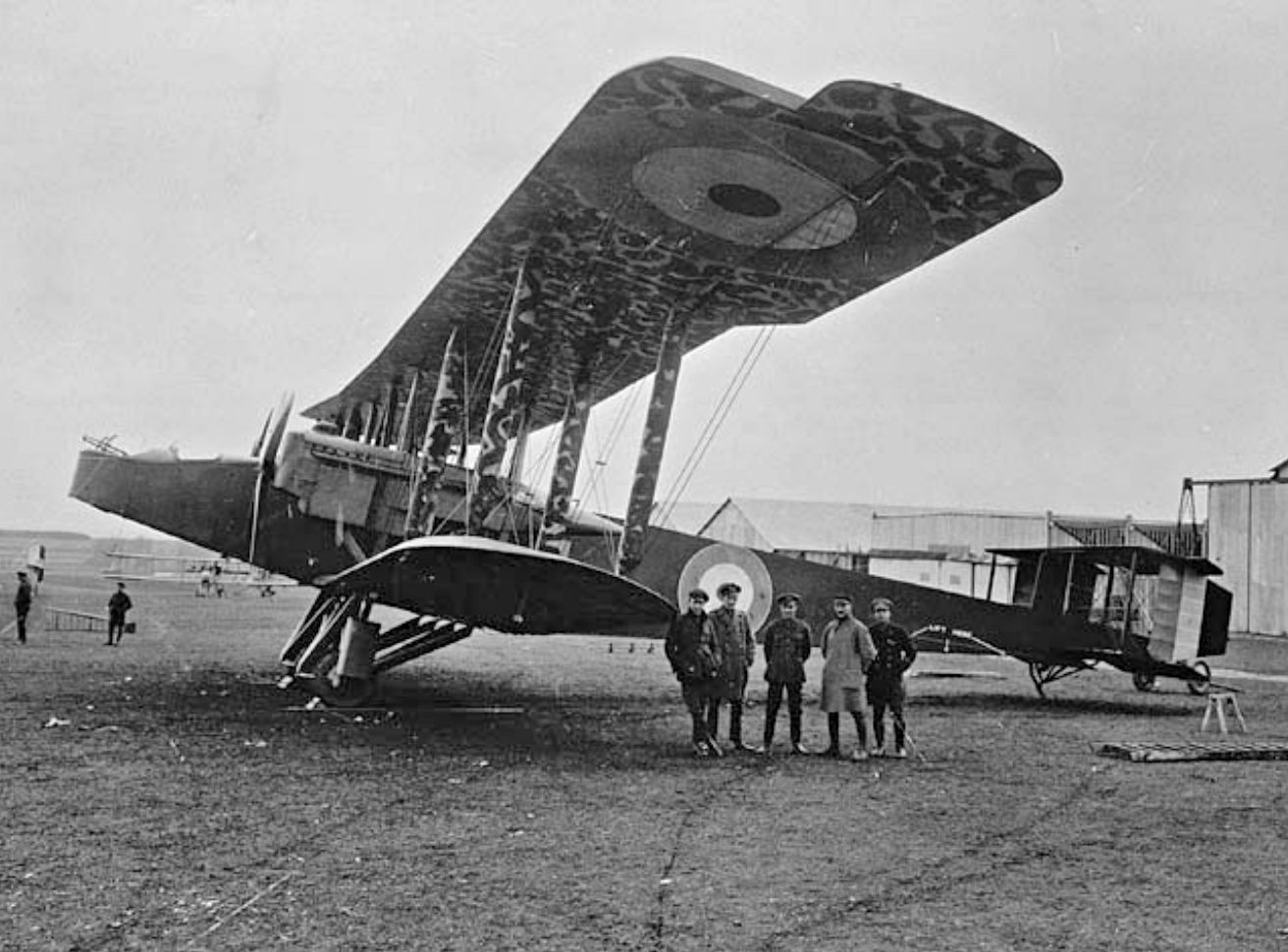
Handley Page 0/100

- Motor: 2× Rolls-Royce Eagle VIII watergekoelde V12, 360 pk (270 kW) elk
- Propeller: vierblads
- Eerste vlucht: 17 december 1915
- Uit dienst: 1922
- Aantal gebouwd: 600

Prestaties
- Maximumsnelheid: 157 km/u
- Vliegbereik: 1100 km
- Plafond: 2600 m
- Klimsnelheid: ±0,61 m/s

Bewapening
- Geschut: 5× 7,7mm-Lewis-machinegeweer (2 in de neus, 2 midden op de romp en 1 onderkant romp)
- Bommenlast: 907 kg